# Długi Kąt (województwo śląskie)
Długi Kąt – wieś w Polsce położona w województwie śląskim, w powiecie kłobuckim, w gminie Wręczyca Wielka.
Od 1 stycznia do 30 września 1973 w gminie Truskolasy. 1 października 1973 włączony do gminy Wręczyca Wielka
W latach 1975–1998 miejscowość administracyjnie należała do województwa częstochowskiego.
We wsi znajduje się jednostka Ochotniczej straży pożarnej posiadająca nowoczesny wóz bojowy podarowany przez Waldemara Pawlaka.